# Батбаян
Ба̀тбаян (Големият Баян или Боян; също Бат Бай или Бат Боян) от рода Дуло е последният владетел на Стара Велика България.
Повечето историци го отъждествяват с Безмер от „Именника на българските ханове“. Счита се, че е най-големият от петимата синове на хан Кубрат.
По време на управлението на Кубрат Батбаян, като най-голям негов син, е начело на бащиното си племе – това на утигурите. Другите синове на Кубрат управляват останалите две основни прабългарски племена – Котраг управлява кутригурите (котраги), а Аспарух – оногурите – най-голямото племе. След смъртта на баща си Батбаян застава начело на племенното обединение. През 668 г. Стара Велика България попада под хазарска зависимост и прекратява съществуването си. В Именника на прабългарските канове е споменато, че Безмер е управлявал три години и след него дошъл Исперих. Съществуват и мнения, че през 668 година държавата на Баян се разпада окончателно.

## Памет
На хан Батбаян е наречена улица в квартал „Димитър Миленков“ в София (Карта).